# Wesel
La ciutat hanseàtica de Wesel pertany a l'estat federal de Renània del Nord-Westfàlia, a l'oest d'Alemanya a l'aiguabarreig del Lippe i del canal Wesel-Datteln al Rin. Segons el cens de 2013, té 60.607 habitants.

## Història
Hi ha traces d'una ocupació humana des de l'edat del bronze, però el llit del Rin i del Lippe sovint van canviar després dels aigüats freqüents, en formar illes noves i absorbir assentaments vells que fa difícil les recerques arqueològiques. Una presència romana encara no ha sigut confirmada, però és fort probable, donat la posició estratègica a la confluència de dos rius majors.
La ciutat fou mencionada per primera vegada el segle VIII sota el nom de Wesele, en un document del monestir d'Echternach. Durant l'edat mitjana va continuar a desenvolupar-se per la seva posició interessant per al comerç fluvial. Al començament del segle xii es convertí en una possessió dels comtes de Kleve, els quals li atorgaren el 1241 els drets de ciutat. El 1407 adherí a la Lliga Hanseàtica.
Aviat a la reforma protestant, triava el camp calvinista, a diferència de gran part de Renània i Westfàlia, que romangueren catòliques. Durant la Guerra de successió de Jülich va ser ocupada per les tropes de Castella de Ambrosi Spinola i alliberada el 1629 per les tropes de les Set Províncies Unides dels Països Baixos. El 1609, amb el territori sencer del Ducat de Clèveris, Wesel passà a Brandenburg, i des d'aleshores va seguir el destí del naixent estat prussià. Amb l'arribada de funcionaris prussians des de Brandenburg, principalment luterà, una comunitat luterana va crear-se.

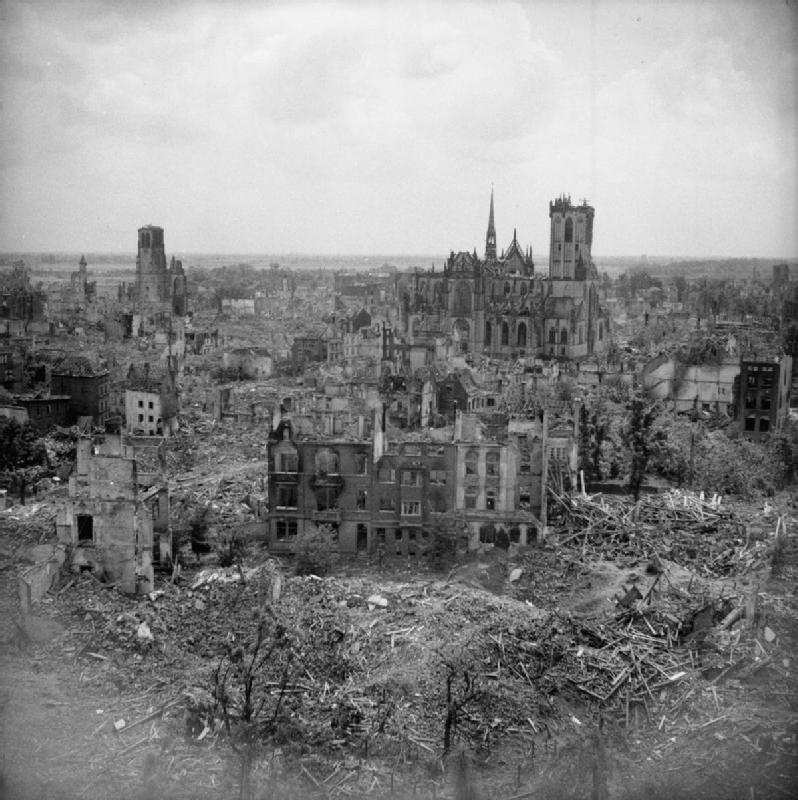
La ciutat el 1945
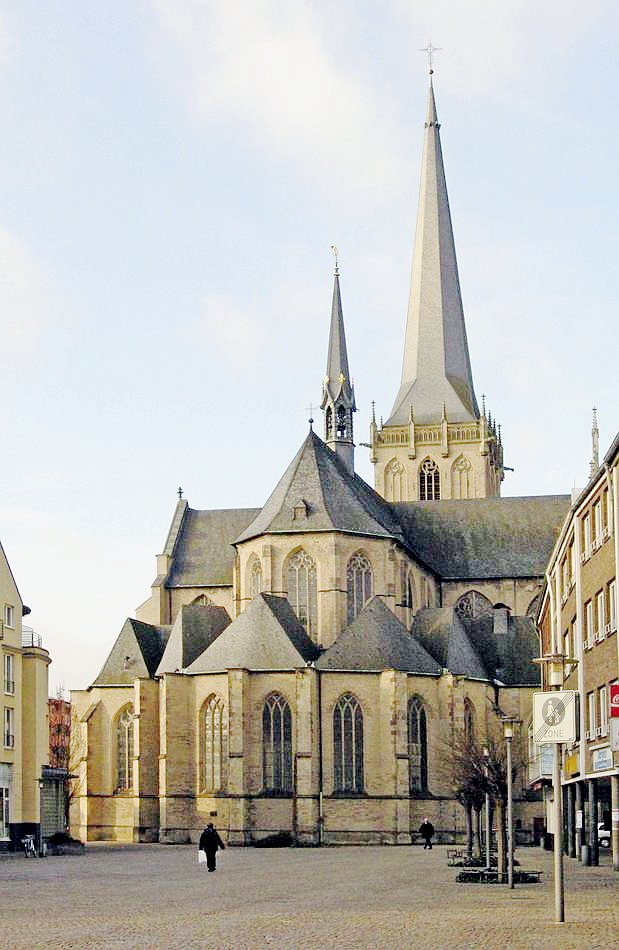
L'església de Willibrord

Per la seva ubicació estratègica com a dipòsit d'armes fou el blanc de les forces aliades durant la Segona Guerra Mundial. El 16, 17 i 19 de febrer de 1945 la ciutat fou bombardejada i el març del mateix any la Wehrmacht dinamità el darrer pont restant sobre el Rin. El 10 de març s'acabà d'arrasar la ciutat. El cens de població de 1939 parlava de 25.000 habitants, mentre que el maig de 1945 només n'hi havia 1.900.

## Personalitats lligades
- Konrad Duden (1829-1911), filòleg i lexicògraf.
- Joachim von Ribbentrop (1893-1946), ministre de l'Alemanya nazi.
- Peter Minuit (1580/1585-1641), director de la colònia de Nous Països Baixos.
- Alfred Rahlwes (1878-1946), compositor i director d'orquestra.
- Theodoro van Witt (1823-1855), musicòleg i compositor.